# 채양

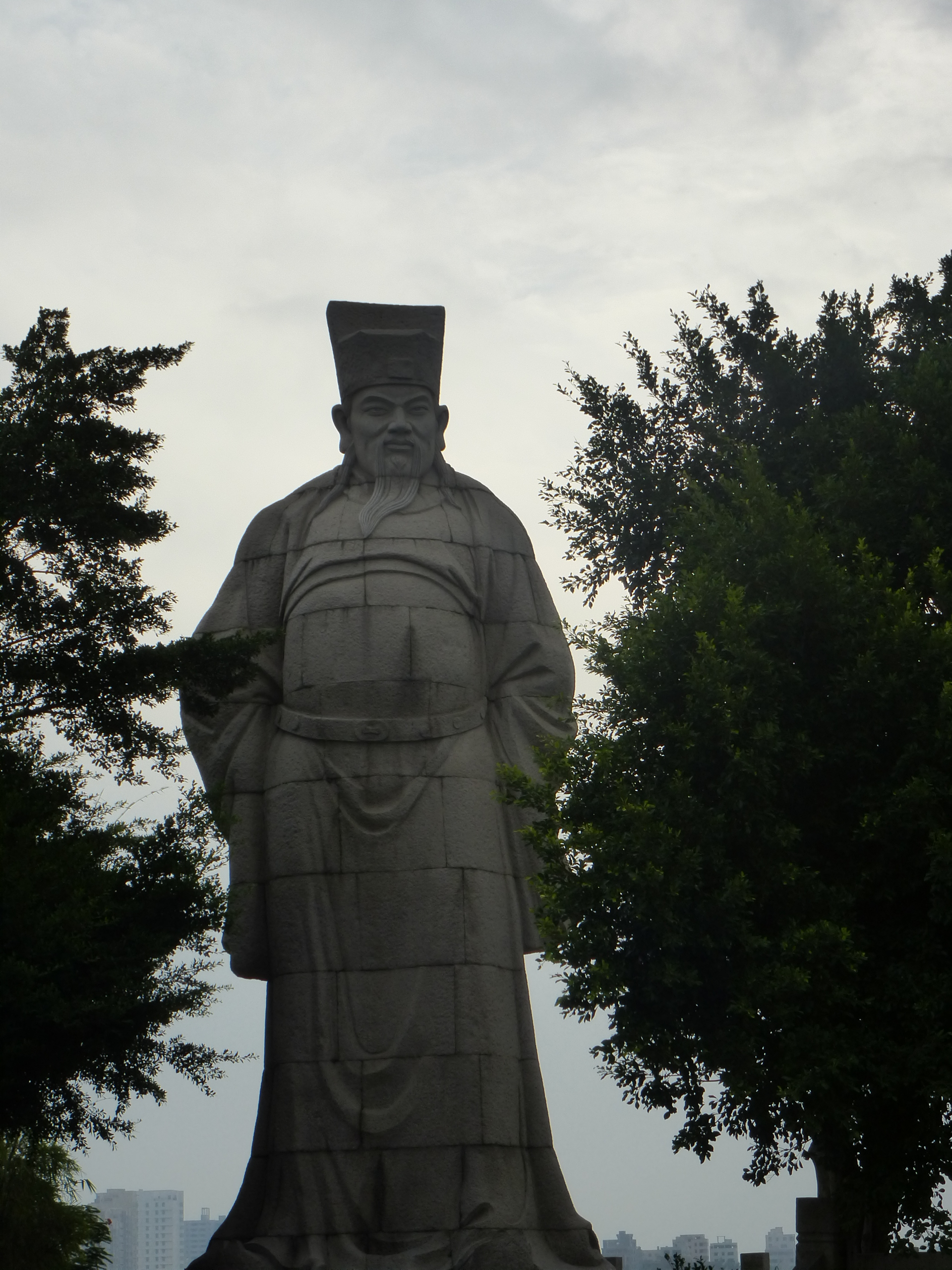
취안저우시에 있는 채양의 조각상.

채양(蔡襄, 1012년 ~ 1060년)은 중국 북송의 문인ㆍ서예가이다. 자는 군모(君謨), 시호는 충혜(忠惠)이다. 채경과는 동족에 해당한다.
소식, 황정견, 미불과 함께 송나라 사대가(四大家)의 한 사람으로 꼽히며, 차를 만들고 마시는 것에 관한 지식을 정리한 《다록》(茶錄)을 저술하며 육우와 함께 중국의 차 문화 정립에 기여하였다.

## 생애
채양은 흥화군(興化郡) 선유현(仙遊縣, 현재의 푸젠성 푸톈 시 셴유현) 출신이며, 15세에 향시에 응시하고 18세에 국자감에 입학하였다.
그리고 천성(天聖) 8년 (1030년)에 개봉향시(開封鄕試)에 나가 급제했으며, 이듬해 (1031년) 진사(進士) 및 장주군사판관(漳州軍事判官)이 되었다. 
이후 경우(景祐) 3년 (1036년) 서경유수추관(西京留守推官)을 제수받았고, 보원(寶元) 3년 (1039년) 저작좌랑(著作佐郎)을 거쳐 관각교감(館閣校勘)으로 임명되었다.
그 뒤 경력(慶曆) 3년 (1043년) 비서성승(秘書省丞) 및 지간원(知諫院)을 역임했으며, 이듬해 (1044년) 직사관(直史館)과 기거주(起居注)로 직을 옮겼다. 
이후 우정언(右正言), 지복주사(知福州事), 복건로전운사(福建路轉運使), 판삼사염철구원(判三司鹽鐵勾院), 삼사탁지구원판관(三司度支勾院判官)을 맡았으며, 황우(皇祐) 4년 (1052년)에 지제고(知制誥), 기거사인(起居舍人), 권동판상서유내전(權同判吏部流內銓)으로 전임되었다.
그 뒤 용도각직학사(龍圖閣直學士), 권동지공거(權同知貢擧), 권지개봉부(權知開封府)를 거쳤으며, 지화 2년(1055년)에 추밀원직학사(樞密院直學士)와의 겸직으로 지천주사(知泉州事)로 부임할 당시 중국사 최초의 해상 석교인 만안교(萬安橋) 건설을 주도하였다.
이후 예부사낭중(禮部司郎中)으로 있다 가우(嘉祐) 5년 (1060년)에 한림학사(翰林學士)로 일했고, 그리고 삼사사(三司使), 이부사낭중(吏部司郎中), 급사중(給事中)으로 활동하였다.
그 뒤 치평(治平) 2년 (1065년)에 예부시랑(禮部侍郎), 단명전학사(端明殿學士), 지항주사(知杭州事)로 승진했으며, 2년 뒤 (1067년) 세상을 떠났다.

## 같이 보기
- 육우 (당나라)